# Specie di Titanoecidae
Di seguito sono descritte tutte le 53 specie della famiglia di ragni Titanoecidae note al dicembre 2012

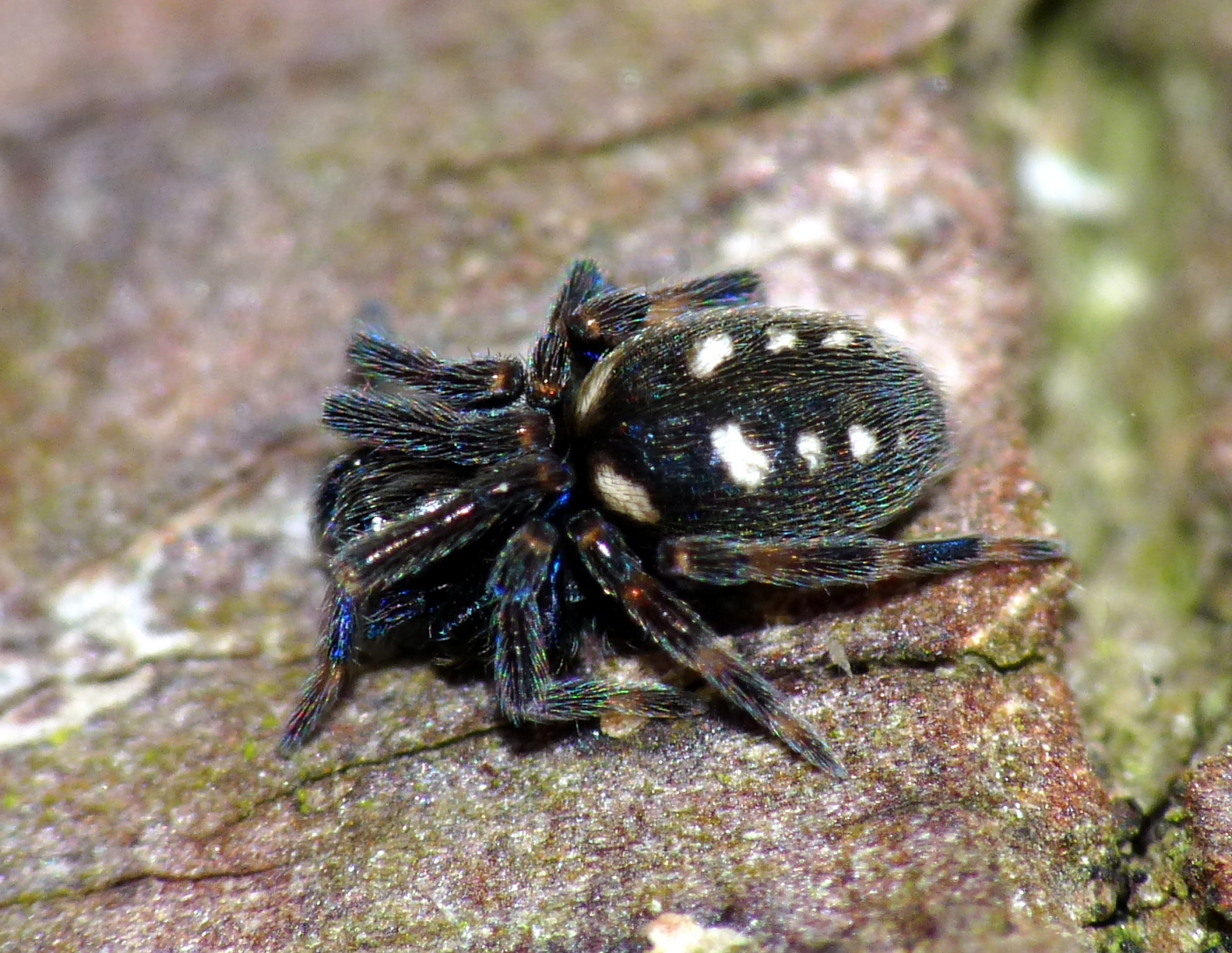
Nurscia albomaculata

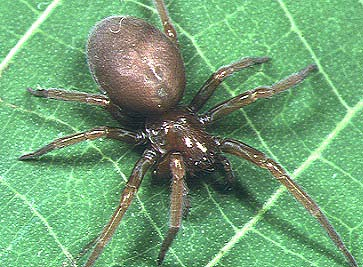
Pandava laminata, femmina

## Anuvinda
Anuvinda Lehtinen, 1967
- Anuvinda escheri (Reimoser, 1934) — India, Cina, Laos, Thailandia
- Anuvinda milloti (Hubert, 1973) — Nepal

## Goeldia
Goeldia Keyserling, 1891
- Goeldia arnozoi (Mello-Leitão, 1924) — Brasile
- Goeldia chinipensis Leech, 1972 — Messico
- Goeldia luteipes (Keyserling, 1891) — Brasile, Argentina
- Goeldia mexicana (O. P.-Cambridge, 1896) — Messico
- Goeldia nigra (Mello-Leitão, 1917) — Brasile
- Goeldia obscura (Keyserling, 1878) — Colombia, Perù
- Goeldia patellaris (Simon, 1892) — dal Venezuela al Cile
- Goeldia tizamina (Chamberlin & Ivie, 1938) — Messico
- Goeldia zyngierae Almeida-Silva, Brescovit & Dias, 2009 — Brasile

## Nurscia
Nurscia Simon, 1874
- Nurscia albofasciata (Strand, 1907) — Russia, Cina, Corea, Taiwan, Giappone
- Nurscia albomaculata (Lucas, 1846) — Europa, dall'Egitto all'Asia centrale (rinvenuta anche in Italia)
- Nurscia albosignata Simon, 1874 — Bulgaria, da Cipro all'Asia centrale
- Nurscia sequerai (Simon, 1892) — dal Portogallo alla Francia

## Pandava
Pandava Lehtinen, 1967
- Pandava andhraca (Patel & Reddy, 1990) — India
- Pandava ganesha Almeida-Silva, Griswold & Brescovit, 2010 — India
- Pandava ganga Almeida-Silva, Griswold & Brescovit, 2010 — India
- Pandava hunanensis Yin & Bao, 2001 — Cina
- Pandava kama Almeida-Silva, Griswold & Brescovit, 2010 — India
- Pandava laminata (Thorell, 1878) — Tanzania, Kenya, Madagascar, dallo Sri Lanka alla Cina, Nuova Guinea, Isole Marchesi (Polinesia francese) (in Germania, introdotto)
- Pandava nathabhaii (Patel & Patel, 1975) — India
- Pandava sarasvati Almeida-Silva, Griswold & Brescovit, 2010 — Birmania, Thailandia
- Pandava shiva Almeida-Silva, Griswold & Brescovit, 2010 — India, Pakistan

## Titanoeca
Titanoeca Thorell, 1870
- Titanoeca altaica Song & Zhou, 1994 — Cina
- Titanoeca americana Emerton, 1888 — America settentrionale
- Titanoeca asimilis Song & Zhu, 1985 — Russia, Mongolia, Cina
- Titanoeca brunnea Emerton, 1888 — USA, Canada
- Titanoeca caucasica Dunin, 1985 — Azerbaigian
- Titanoeca eca Marusik, 1995 — Kazakistan
- Titanoeca flavicoma L. Koch, 1872 — Regione paleartica
- Titanoeca guayaquilensis Schmidt, 1971 — Ecuador
- Titanoeca gyirongensis Hu, 2001 — Cina
- Titanoeca hispanica Wunderlich, 1995 — Spagna, Francia
- Titanoeca incerta (Nosek, 1905) — Bulgaria, Turchia
- Titanoeca lehtineni Fet, 1986 — Asia centrale
- Titanoeca lianyuanensis Xu, Yin & Bao, 2002 — Cina
- Titanoeca liaoningensis Zhu, Gao & Guan, 1993 — Cina
- Titanoeca mae Song, Zhang & Zhu, 2002 — Cina
- Titanoeca minuta Marusik, 1995 — Kazakistan
- Titanoeca monticola (Simon, 1870) — Portogallo, Spagna, Francia
- Titanoeca nigrella (Chamberlin, 1919) — America settentrionale
- Titanoeca nivalis Simon, 1874 — Regione olartica
- Titanoeca palpator Hu & Li, 1987 — Cina
- Titanoeca praefica (Simon, 1870) — Spagna, Francia, Algeria, Russia
- Titanoeca psammophila Wunderlich, 1993 — Svezia, Europa centrale
- Titanoeca quadriguttata (Hahn, 1833) — Regione paleartica
- Titanoeca schineri L. Koch, 1872 — Regione paleartica
- Titanoeca sharmai L. Koch, 1872 — Regione paleartica
- Titanoeca tristis L. Koch, 1872 — dall'Europa all'Asia centrale
- Titanoeca turkmenia Wunderlich, 1995 — Iran, Turkmenistan
- Titanoeca ukrainica Guryanova, 1992 — Ucraina
- Titanoeca veteranica Herman, 1879 — dall'Europa orientale all'Asia centrale